# 台灣神學院
台灣神學院是一所在臺灣的基督教新教神學院，簡稱台神，隸屬台灣基督長老教會。台灣神學院之創校可追溯至馬偕博士於1872年在台北淡水創立的【逍遙學院】，初創時期並無固定校區，以巡迴各地形式教學傳道，直至1882年馬偕博士回加拿大故鄉牛津郡募資，回台後在淡水設立牛津學堂（理學堂大書院）始有固定校區。現址位於陽明山嶺頭。學院提供碩士學位與博士學位。2016年，台神以台灣神學研究學院獲中華民國教育部核准立案。

## 沿革
- 1872年馬偕開始神學教育。

台灣北部教會的神學教育可追溯到 1872 年偕叡理（通稱馬偕博士）(George Leslie Mackay, D.D.）來到淡水傳教即已開始。最初的十年間，馬偕博士像主耶穌一樣，一面巡迴佈道，一面教導學生，以路邊、 
榕樹下、溪旁、海濱、客棧、民家，或地方的禮拜堂作為教室，可稱「逍遙學院」（Peripatetic College）或「巡迴學院」（Itinerant College）。這時期的學生有嚴清華、吳寬裕、林孽、王長水、陳榮輝、 
陳雲騰、陳能、蔡生、蕭大醇、蕭田、連和、陳存心、陳萍、洪胡、李嗣、姚陽、陳九、李炎、李恭、劉和、劉求。
- 1881年馬偕於故鄉加拿大溫大里奧省牛津縣 (安大略省)募款籌建牛津學院。

1881 年馬偕博士第一次返回加拿大故鄉烏德斯托克(Woodstock)度假時，當地報紙呼籲為他在淡水籌建一所固定校舍，結果得到他故鄉的牧長及好友們的贊同支助。1881 年末馬偕博士回台，立即在淡水砲台埔 
開始這所台灣北部最早的神學院籌建工作。校舍於翌年（1882 年）六月竣工，為紀念加拿大溫大里奧省（Ontario）牛津郡（Oxford）民奉獻建校之美意，故命名「理學堂大書院」（現通稱為「牛津學堂」 
Oxford College）以作紀念。
- 1893年至1895年，學院因馬偕博士生病告假而停課三年，於1896年再恢復上課。馬偕博士於1901年6月2日蒙主恩召。此後，學院由吳威廉牧師（Rev. William Gauld）繼任院長之職，並致力於神學教育水準的提高和創立中會健全教會行政體系。
- 1907年至1916年由學有專精的約美旦牧師（Rev. Milton Jack）主持校政，學院確立學年制度，並於1914年春天將院舍遷至台北雙連的臨時校舍，以等候「台北神學校」新舍之落成。1912年5月台灣大會開始討論南北兩神學校合併的問題，並於 1915 年第四回會議時，票決通過台北為南北聯合神學校校址，但此議決遭當時台南神學校校長巴克禮牧師反對，結果無法實現。
- 1925年4月，北部教會依照台灣大會南北兩神學校合併之實施步驟，停辦台北神學校（以二年為期），由校長劉忠堅牧師率領十一名神學生前往台南神學校就讀。北部教會決定採取這行動是因為 1914 年第三回大會決議「暫時二年受業於北部，二年受業於南部」，根據這決議期望南部神學校於二年後也如台北神學校一樣，能率領學生來北部就學，而終使神學校合併為一體。
- 1926 年北部教會將這意思照會南部時，南部中會議定希望把校址置在中部，又同年4月第十三次大會也議定變更「聯合神學校」之校址在台中，推翻十年前第四次大會之決定。因此北部教會視「聯合神學校」的成立無望，大川正教授於1927年6月15日奉命率北部學生回淡水龍目井舊「偕醫館」復校，由明有德牧師（Rev. Hugh MacMillan）任校長。1931年4月又遷往砲台埔「牛津學堂」舊址，並由孫雅各牧師（Rev.James Dickson）任校長。
- 1937年12月學校再度遷回雙連的台北神學校原校舍，1940年中日戰爭期間，大川正教授接任院長，南部教士會亦決定關閉台南神學校，因此南北兩所神學校終於在太平洋戰爭前夕合併為聯合神學校。同年9 月9日南神十五名學生由黃主義教授率領北上在台北神學校就讀。1944年由於太平洋戰爭，學校被日軍方徵用，學生也被迫參加新店煤礦的「學徒勤勞奉仕」之勞役，翌年5月31日(即美軍在沖繩島作戰時）台北神學校宣告停課。
- 1945年日本投降，台北神學校復校並改稱台灣神學院。台北神學校隨即計劃復校，並向有關當局申請收回被徵用的校舍，同年10月初收復原校舍並改稱為「台灣神學院」。本以為這次的更名即可成為台灣基督長老教會的聯合神學院，結果事與願違，南部大會於 1948 年 4 月召回任教於台神的滿雄才牧師及南部學生返回台南。從此以後，「台灣神學院」由孫雅各牧師任院長，致力於學院的建設和提高學生的素質以及學位的授與。台灣在戰後，福音事工方興未艾，教會快速增長，急需傳教人才，座落雙連的舊校舍及設備已逐漸不敷使用。加之都市繁榮發展，吵雜喧嘩影響靜修研讀。1954年第七屆大會遂授權神學院董事會將舊址校舍出售給台灣水泥公司，而購買碧綠青翠的陽明山嶺頭約一萬八千多坪土地為新校址，開始破土興建校舍並廣植樹木花草。
- 1956年台灣神學院從雙連遷移到嶺頭現址。9 月21日，吳威廉紀念館及男生宿舍竣工落成，神學院遂從雙連遷移到嶺頭現址開始上課。戰後，關於專門培育傳教師的學制，曾設有六年制特別科（1948-1953）招收初中畢業生就讀；本科則由五年先改四年（1947）再改六年（1952），招收高中畢業生就讀，授予神學士 B. Th.學位（1966 年改授六年制 B. D.，1978 年改授六年制 M. Div 到 1981 年止）。1959 年設立三年制大專組，授予神學士 B. D.學位，1973 年學制修訂，翌年起改授三年制 M. Div 道學碩士迄今。此外，1980-1989 年也曾設夜間部。就過程觀之，本院學制有逐漸提昇之趨勢。
- 近年來，學院教育事工持續擴大，先後有基督教教育系（1957-2001年）、教會音樂系（1963-2010 年，前稱基督教教育系音樂科）、宗教與哲學系（1981-1989 年）、教會與社會系（1989-2010 年）；基督教教育碩士班（1979-2002 年）、教會音樂碩士班（1981-1986 年）、宗教社會工作碩士組（2008-2012 年）之學制。其後，為因應教會和社會之需要，增設二年制文學碩士組（2001 年迄今）、一年制證書班（2002 年迄今），同時開辦基督教與文化研究所，恢復教會音樂碩士組（2007 年迄今）、增設基督教關顧與協談碩士組（2007 年迄今）。
- 1989年，推廣教育方面，注重牧者在職進修，先後與馬偕紀念醫院、雙連教會締結建教合作關係，分別成立馬偕紀念講座（1989 年）、雙連講座（1990年），多次邀請知名神學家演講，幫助教牧事工之推展；平信徒的神學訓練方面，本院早在 1948 年即設有「夜間神學科」，後多次更名改制，成為現在的神學系。同時，1988 年起與台北、七星兩中會合辦信徒教育事工班、2007 年設立城區部。上述事工皆致力提昇傳教師與平信徒的神學素養，希冀培育宣教人才，藉此有效地事奉上帝、服務人群。

- 2000 年政黨輪替，神學院學歷不受政府承認的問題浮上檯面。當2004年立法院修訂《私立學校法》，增列「宗教研修學院」條文後，台神學鑒於這項法令的訂定，不僅能夠讓神學院畢業生取得教育部所認可的學位，並得以更全面地和國內外所有宗教究研所及神學院接軌，更將使得神學教育有機會躋身於教育部所承認的高等教育之列，並能夠與其他高等教育學府進行學術交流，台神遂著手研議申請向教育部立案的對策，於2010年設立「台神學校財團法人」籌備各項設校事宜。2015年6月15日「台灣神學研究學院」准予原則同意立案並自 2016 學年度開始招生，神學研究所及基督教研究所。2015年8月18日核准「台灣神學研究學院」聘任陳尚仁牧師為首任校長。

- 2016年，台灣神學院經中華民國教育部核准立案為台神學校財團法人台灣神學研究學院，同年度，即105學年度開始招生。
- 2019年8月18日蔡慈倫獲教育部核准，成為台灣神學研究學院向教育部立案後的第2任校長。她是台神首位女性校長。8月13日，台神董事長羅龍斌將台神校長印信從前校長陳尚仁手中交給蔡慈倫，完成新舊校長的交接。

## 教學單位
【台灣神學研究學院】
- 神學研究所，設《神學研究道學碩士班》與《神學碩士班》
- 基督教研究所，設《文學碩士班》，分為《教會音樂組》與《靈性諮商組》
- 推廣中心，提供進修課程

【台灣神學院】
- 神學研究所，設《道學碩士組》與《文學碩士組》
- 基督教關顧與協談碩士組
- 教會音樂碩士組
- 神學博/碩士班
- 教牧博士班
- 神學系，提供進修課程。

## 歷年日間部師生比及新生註冊率
- 112學年度日間部學生人數106，專任老師人數15，日間部師生比7.07（學生數/老師數）。

- 111學年度新生註冊率91.67%。
- 112學年度新生註冊率75.61%。
- 113學年度新生註冊率54.55%

## 外部連結
- 台灣神學院 （页面存档备份，存于）
- 台灣神學研究學院/台灣神學院的Facebook專頁
- YouTube上的台灣神學院頻道
- 台灣神學研究學院 （页面存档备份，存于）
- 台灣神學研究學院圖書館 （页面存档备份，存于）
- 台灣神學研究學院推廣教育中心 （页面存档备份，存于）